# Мемориальный музей Тамары Ханум
Мемориальный музей Тамары Ханум — дом-музей советской узбекской танцовщицы, певицы, актрисы и хореографа Тамары Ханум, созданный в 1994 году на основе открытой в 1986 году выставки костюмов актрисы. Музей расположен в доме, в котором прошли последние годы жизни Тамары Ханум, в центре Ташкента, недалеко от станции метро Хамида Алимджана.

## История

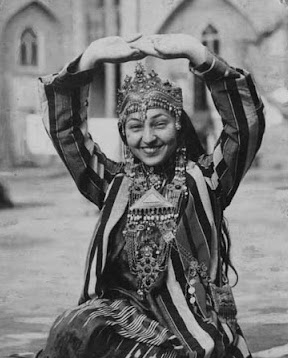
Тамара Ханум в сценическом костюме

Тамара Ханум — реформатор исполнительского стиля узбекского женского танца, исследователь песенного и танцевального фольклора, создатель жанра песенно-танцевальной миниатюры. В её репертуаре было более 500 песен на 86 языках, хореографические композиции, национальные танцы многих народов мира.
Выставка костюмов Тамары Ханум была открыта в 1986 году, ещё при её жизни и на её базе в 1994 году был открыт мемориальный музей актрисы.
Основную часть экспозиции музея составляют многочисленные концертные костюмы, собранные Тамарой Ханум в её гастрольных поездках, подаренные ей почитателями её таланта со всего мира. В коллекции музея есть экспонаты, преподнесённые актрисе Мао Цзэдуном и Джавахарлалом Неру, национальные костюмы народов Узбекистана, России,Азербайджана, Армении, Египта, Индии, Кореи, Китая, Литвы, Индонезии и многих других стран. По словам директора музея, приезжая в другую страну, Тамара Ханум предлагала станцевать национальный танец принимающего её народа, в традиционном народном костюме и, таким образом, росла и пополнялась её коллекция. Ценным экспонатом музея является костюм, ранее принадлежавший жене бухарского эмира.
В музее собрано большое количество фотографических материалов, зафиксировавших мгновения из сценической жизни актрисы, а также документальные фотографии, передающие атмосферу того времени, многочисленные афиши и концертные программы с гастрольных туров актрисы. Все фотографии снабжены сопроводительными надписями на узбекском, русском и английском языках. Ценными экспонатами музея являются аудио записи песен в исполнении Тамары Ханум, а также её рукописи — мемуары и стихотворные произведения, не изданные при жизни актрисы, обширная переписка с известными людьми своего времени. Большой интерес представляют предметы обихода, относящиеся к началу и середине XX века, а также некоторые художественные работы. Интерьеры комнат хранят тот вид, который они имели при жизни актрисы.
В 2008 году была проведена масштабная реконструкция музея на средства Фонда Посла США по сохранению культурного наследия. В ходе реконструкции были реставрированы 75 сценических костюмов, обновлена коллекция исторических фотоматериалов. Было записано несколько аудио-экскурсий, рассказывающих о жизни и творчестве Тамары Ханум. Сотрудниками музея также была подготовлена к изданию биография актрисы, разработан и постоянно обновляется сайт музея.
С 3 по 14 июня 2024 года в Мемориальном музее проводились работы по реставрации и консервации сценических костюмов Тамары Ханум, к которым были привлечены специалисты Института национального наследия, под руководством технического эксперта, специалиста по консервации культурного наследия Патрисии Вергес и консерватора-реставратора текстильных изделий Патрисии Дал-Пра. Реставрация была осуществлена в рамках капитального ремонта и обновления музея.
В выставочном зале музея также проходят дефиле национальных костюмов узбекских дизайнеров.